# Giuseppe Basile (politico)
Giuseppe Basile Arigò (San Filippo del Mela, 1º dicembre 1886 – Roma, 23 gennaio 1977) è stato un politico e avvocato italiano, uno dei principali esponenti del Partito Nazionale Monarchico e del Partito Democratico Italiano di Unità Monarchica.

## Biografia
Nato da famiglia nobile messinese, era il nono figlio del cavalier Antonino Basile Stracuzzi e di Francesca Saveria Arigò. Rimasto orfano di madre a soli sei anni, fu cresciuto in casa dello zio materno, l'avvocato Giuseppe Arigò, a quel tempo sindaco di Messina (e successivamente deputato al Parlamento nazionale), venendo in contatto con idee politiche monarchico-liberali.
Sin da bambino mostrò un'intelligenza vivace e da studente collaborò come giornalista in diversi settimanali. Studiò nel Regio Convitto Alighieri di Messina, poi nel convitto nazionale Maria Luigia di Parma e infine all'Università di Palermo, dove nel 1910 conseguì la laurea in giurisprudenza.
Dotato di largo censo, sempre si adoperò in favore dei bisognosi. Nel paese natio di San Filippo del Mela nel 1907 aveva fondato la Lega dei Contadini, dalla quale ricevette l'anno successivo una medaglia d'oro per benemerenze. Stessa onorificenza gli tributò poco tempo dopo il Circolo Operaio Indipendente, da lui costituito nel 1911 e del quale era stato acclamato presidente nonché socio onorario benemerito a vita.
Sempre nel 1911 fondò la rivista legale La Nuova Temi, che diresse per un biennio. Nel 1912 si trasferì a Roma per esercitare la professione di avvocato, affidando ai fratelli Luigi e Rosario l'amministrazione delle sue numerose proprietà terriere situate nella provincia di Messina. Nello stesso anno sposò Concettina Lo Presti, figlia di un ricco industriale di Milazzo, dalla quale non ebbe figli. Partecipò alla prima guerra mondiale col grado di sergente.

### Incarichi politici nella provincia di Messina
Fu per molti anni Consigliere Provinciale del Mandamento di Santa Lucia del Mela, eletto la prima volta nel 1914. Mantenne questa carica fino al 1928.
In quel periodo la famiglia Basile sosteneva nelle elezioni politiche l'On. Giuseppe Paratore (appartenente all'Associazione Monarchica Liberale), il quale riuscì a prevalere più volte nel collegio di Milazzo sugli esponenti della famiglia Fulci. Nel periodo in cui Paratore ricoprì la carica di Ministro, l'avv. Basile ne fu segretario particolare.
L'avv. Basile, in qualità di Sindaco (1920-1927), Podestà (1927–1929) e Commissario Prefettizio (1937-1943), governò per lungo tempo il Comune di San Filippo del Mela, dove si rese benemerito per la realizzazione di numerose opere pubbliche: la sistemazione di tutta la rete stradale con la costruzione di un ponte sul Floripotema; la lastricatura dei marciapiedi e della Piazza Garibaldi; il completamento delle fognature; la realizzazione dell'impianto per l'illuminazione elettrica, in anticipo rispetto ai comuni limitrofi; la sistemazione dell'acquedotto del centro e l'approvvigionamento idrico della frazione Cattafi; il miglioramento del servizio di nettezza urbana; la sistemazione e l'ampliamento del cimitero; la costruzione di case economiche; l'approvazione del piano regolatore; il risanamento del bilancio; la costruzione dell'edificio scolastico.
Il 13 gennaio 1927 il Consiglio comunale si riunì in seduta straordinaria unicamente per «concretare la forma delle onoranze che questo Consesso, in rappresentanza del paese, intende tributare al beneamato sindaco, il quale in sei anni di amministrazione comunale ha profuso i tesori della sua intelligenza, del suo ingegno ed anche della sua borsa in prò di questo Comune». In quell'occasione sarebbe stata volontà del Consiglio far realizzare un busto dell'avv. Basile, ma ciò era impedito da recenti disposizioni legislative che vietavano di realizzare monumenti a persone ancora in vita; pertanto fu deciso di far coniare una medaglia d'oro da consegnare insieme ad una pergamena miniata e di intitolare la via Canale al defunto padre cav. Antonino Basile Stracuzzi, anche lui più volte sindaco del paese.
Nella provincia di Messina l'avv. Basile ricoprì altre cariche di carattere politico e amministrativo: fu Presidente dell'Associazione Nazionale Combattenti; dal 1928 al 1931 Vice-Podestà di Messina (contribuendo, in particolare, a risolvere il problema edilizio delle scuole, con il finanziamento e la costruzione di numerosi edifici scolastici); dal 1931 presidente, per oltre dieci anni, della Federazione Provinciale del Commercio di Messina; nel 1960 delegato regionale della Provincia di Messina.

### Attività parlamentare
Di idee monarchiche, nel 1948 venne eletto deputato con la lista "Stella e Corona" del Partito Nazionale Monarchico.
Alle successive elezioni del 1953 fu rieletto sempre nel P.N.M. con 25.419 voti di preferenza. Venne eletto deputato per la terza volta nel 1963 con la lista del Partito Democratico Italiano di Unità Monarchica, dopo aver mancato l'elezione nel 1958 per pochissimi voti.
Sia nel Partito Nazionale Monarchico come nel Partito Democratico Italiano di Unità Monarchica ricoprì le cariche di Segretario amministrativo, Segretario del gruppo parlamentare, nonché componente del Consiglio Nazionale e della Direzione. Fu Presidente del Comitato Regionale della Sicilia del P.D.I.U.M.
Nella I e II legislatura (1948-1958) fu componente della Commissione permanente Agricoltura e Alimentazione e di numerose Commissioni speciali, mentre nella IV legislatura (1963-1968) della Commissione permanente Agricoltura e Foreste, della Commissione permanente Industria e Commercio e di altre Commissioni speciali.
Intervenne in numerosi disegni di legge, tra cui quelli sui patti agrari, riforma fondiaria, perequazione tributaria, danni di guerra.
Fu presidente della CISNAL dal 1953 al 1959 e membro della Commissione Nazionale Italiana per l'UNESCO.
Morì all'età di 90 anni nel gennaio 1977; si trova sepolto nella cappella di famiglia nel cimitero di San Filippo del Mela.